# Kerkenkruis

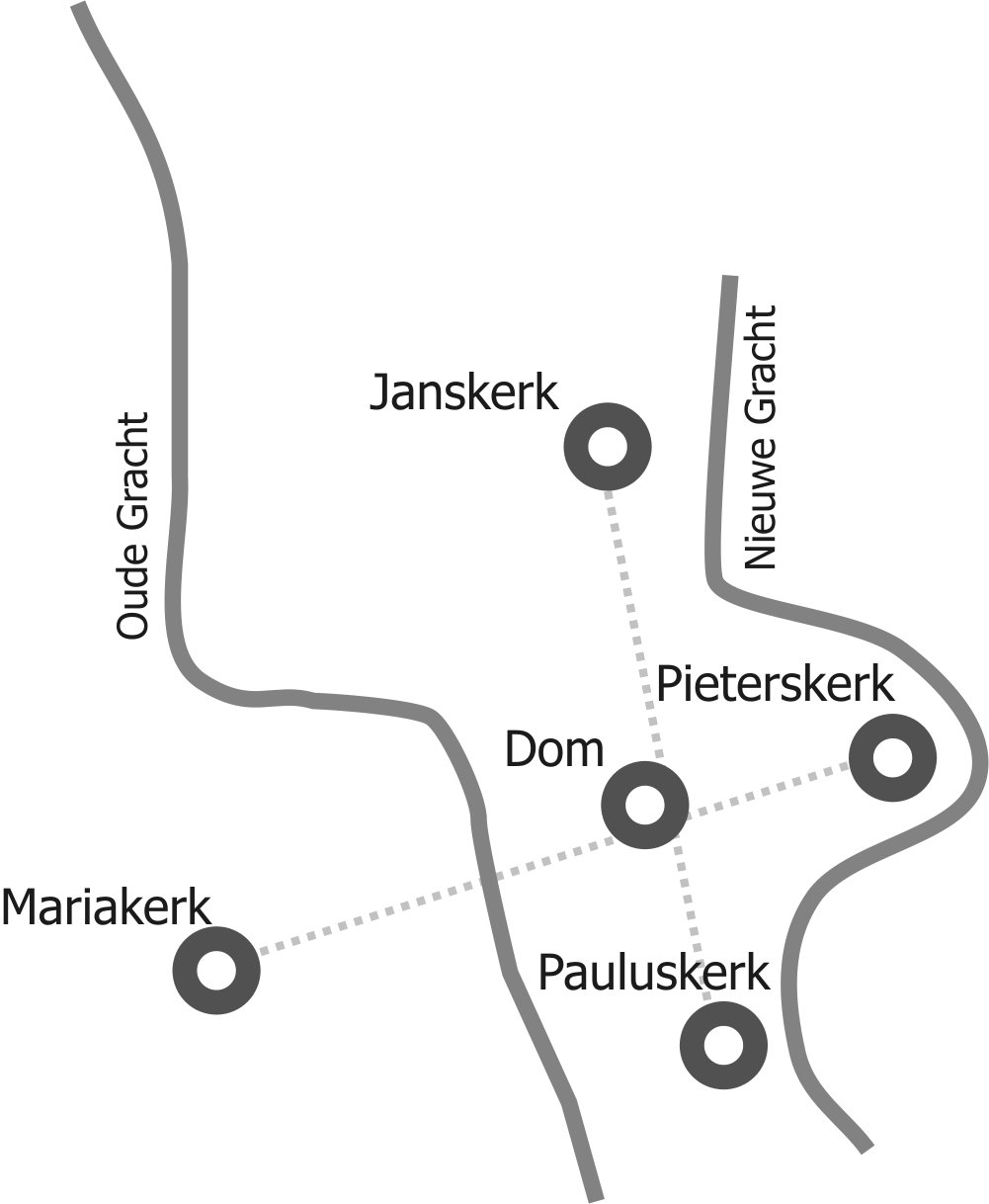
De kerken van het Utrechts kerkenkruis

Een kerkenkruis is een groep kerken die samen op een plattegrond een kruis vormen.

## Nederland
In de stad Utrecht zou volgens sommigen een kerkenkruis zijn, waarvan drie van de vijf kerken nog bestaan. Dit kerkenkruis zou bedacht zijn op initiatief van keizer Hendrik III. Nadat zijn vader keizer Koenraad II in 1039 in Utrecht overleden was, werden diens ingewanden in de Dom bijgezet, en Hendrik III zou diens nagedachtenis hebben willen eren door de bouw van een kruis van kerken rondom het hart van zijn vader. Het plan zou grotendeels uitgevoerd zijn door bisschop Bernold van Utrecht (1027-1054).
Van de vijf kerken in romaanse stijl zou de voorloper van de huidige Domkerk, de reeds in 1023 afgebouwde Dom van Adelbold, het middelpunt vormen. De andere vier kerken zouden de hoekpunten vormen. Dat waren, met de klok mee vanuit het oosten, de Pieterskerk, de Paulusabdij, de Mariakerk en de Janskerk. In 1039 werd de Pieterskerk gebouwd, circa 1042 de Janskerk. In 1050 de Paulusabdij. De Mariakerk kwam pas grotendeels tot stand onder bisschop Koenraad van Zwaben (1079-1099).
Vandaag de dag behoort het Utrechts kerkenkruis tot de Top 100 van de Rijksdienst voor de Monumentenzorg. Van de Paulusabdij resten slechts een poort en enige muurfragmenten. Van de Mariakerk is de kruisgang (ook wel pandhof genoemd) nog te vinden achter het huidige gebouw voor K&W (Utrechts Conservatorium).
Sommige historici betwijfelen of het kerkenkruis van Utrecht wel als zodanig gepland was. Volgens hen is de locatie van de kerken op zijn minst voor een deel bepaald door de toenmalige geografische gesteldheid van Utrecht. In middeleeuwse bronnen zijn geen geschreven aanwijzingen te vinden van een vooropgezet plan in Utrecht. In 1898 beschreef de Utrechtse archivaris Samuel Muller Fzn. pas als eerste een kerkenkruis in Utrecht.

## Duitsland
In Duitsland vindt men kerkenkruisen onder andere in Bamberg en Paderborn. De kerken ervan zijn gebouwd in de 11e eeuw. Ook hier wordt getwijfeld of het een opgezet plan was. Vooral omdat ze, in tegenstelling tot het kruis in Utrecht, doorgaans niet voltooid werden. In middeleeuwse bronnen werd er wel melding van deze Duitse kerkenkruizen gemaakt onder de term Modum cruxis, echter pas ruim een eeuw nadat de kerken ervan gebouwd waren. Onder die term wordt verstaan een groepering van kerken in de vorm van een kruis.